# Arnold Plagemann
Pour les articles homonymes, voir Plagemann.
Arnold Plagemann, né le 19 février 1826 à Gustavia sur l'île de Saint-Barthélemy alors sous gouvernance de la Suède et mort le 7 mai 1862 à Göteborg en Suède, est un peintre et un officier de marine suédois, spécialisé dans la peinture de marine.

## Biographie
Il naît à Gustavia sur l'île de Saint-Barthélemy, qui est alors une colonie suédoise en 1826. Il est le neveu du pharmacien suédois Carl Fredrik Plagemann (sv) et le cousin du peintre suédois Carl Gustaf Plagemann (sv).
Il commence à travailler comme marin en 1842 sur des navires américains et arrive pour la première fois en Suède en 1844. En 1847, il rejoint l'armée américaine et participe à la guerre américano-mexicaine. Durant l'hiver 1848-1849, il travaille comme garde-côte à Cincinnati dans l'Ohio avant de partir pour Göteborg. Il séjourne ensuite à Stockholm et dans la région de Norrland ou il commence à peindre. En 1850-1851, il fut l'élève du peintre danois Anton Melbye à Copenhague. En 1852-1853, il sert comme cadet sur la frégate Josefina. Il s'installe ensuite à Göteborg et à Stockholm jusqu'en 1859, avant de participer à la guerre de Sécession avec les troupes de l'Union. Il obtient le grade de capitaine à l'issue de la guerre.
De retour à Göteborg, il y meurt en 1862.
Ces œuvres sont notamment visibles au musée des Beaux-Arts de Göteborg, au Nationalmuseum et au musée de la Marine de Stockholm et au musée du comté de Gävleborg (sv).

## Galerie

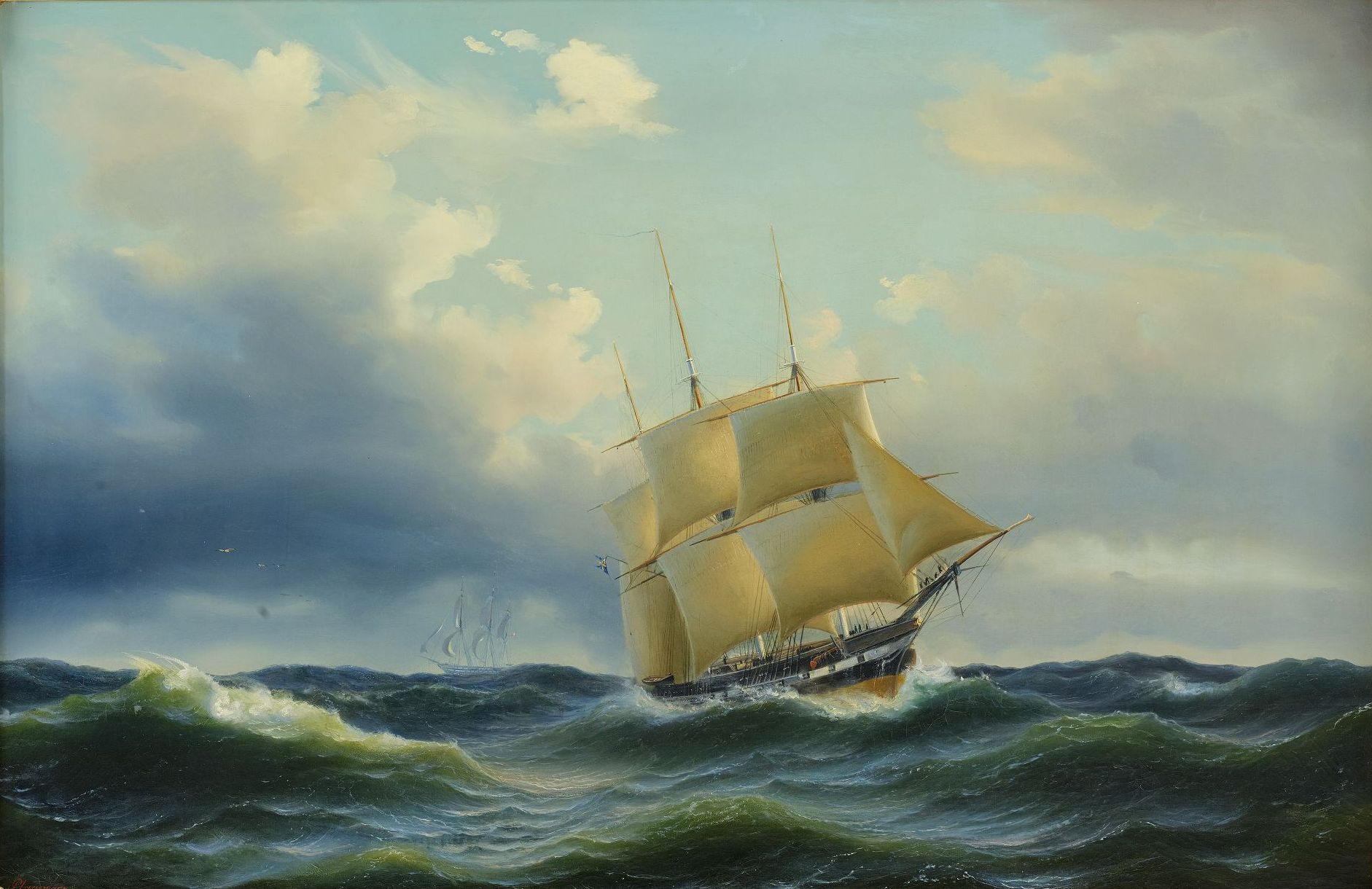
Segelfartyg till havs, 1851
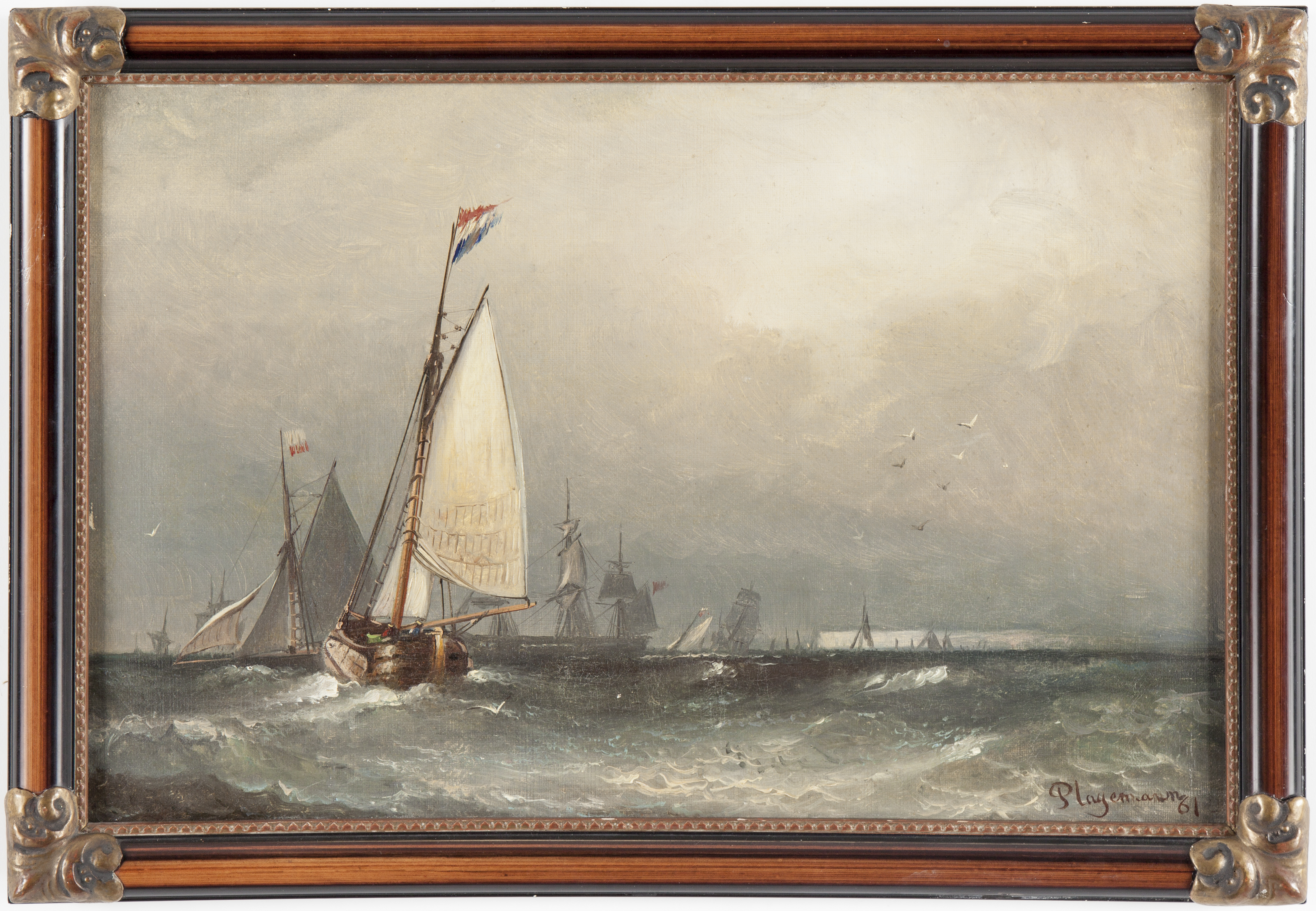
Fartyg delvis med Nederländsk flagg, 1861
Hjulångaren SVEA, 1859
Gustavia, Saint Barthélemy, vers 1840-1850
Engelsk lotskutter, 1861
Korvett och skonare, sans date, Musée de la Marine de Stockholm

## Source
- Sten Ingvar Karling, The Stockholm university collection of paintings, Université de Stockholm, Stockholm, 1978.